# Tōri Matsuzaka
Tōri Matsuzaka (松坂, Matsuzaka Tōri) est un acteur japonais. Il est surtout connu pour son rôle de Takeru Shiba / Shinken Red dans Samurai Sentai Shinkenger.

## Filmographie partielle

### Au cinéma
- 2009 : Samurai Sentai Shinkenger The Movie: The Fateful War (en) : Takeru Shiba
- 2010 : Samurai Sentai Shinkenger vs. Go-onger: GinmakuBang!! (en) : Takeru Shiba
- 2010 : Samurai Sentai Shinkenger Returns (en) : Takeru Shiba
- 2011 : Tensou Sentai Goseiger vs. Shinkenger: Epic on Ginmaku (en) : Takeru Shiba
- 2011 : Antoki no Inochi (en) : Shintaro Matsui
- 2012 : Kyo, Koi wo Hajimemasu (en) : Kyota Tsubaki
- 2012 : Osama to boku : Mikihiko
- 2012 : Tsunagu : Ayumi Shibuya
- 2013 : Gatchaman : Ken Washio
- 2016 : Yu o wakasuhodo no atsui ai (湯を沸かすほどの熱い愛?) de Ryōta Nakano (ja)
- 2017 : Kiseki: Anohi no sobito (キセキ あの日のソビト?) d'Atsushi Kaneshige (ja) : Jin
- 2017 : Birds Without Names (彼女がその名を知らない鳥たち, Kanojo ga sono na o shiranai toritachi?) de Kazuya Shiraishi : Makoto Mizushima
- 2018 : The Blood of Wolves (孤狼の血, Korō no chi?) de Kazuya Shiraishi : Shūichi Hioka
- 2018 : Shōnen (娼年?) de Daisuke Miura (ja) : Ryo Morinaka
- 2020 : The Promised Neverland
- 2021 : Intolérance (空白, Kūhaku?) de Keisuke Yoshida[1]

### Séries télévisées
- 2009 : Samurai Sentai Shinkenger : Takeru Shiba (TV Asahi)
- 2009 : Kamen Rider Decade : Takeru Shiba (TV Asahi - ep 24-25)
- 2010 : Clone Baby : Hiro Kikuchi (TBS)
- 2010 : Gold (en) : Saotome Kō (Fuji TV)
- 2011 : Asuko March! : Aruto Yokoyama (TV Asahi)
- 2011 : Kaitō Royale (en) : Rei Kamimura (TBS)
- 2011 : Détective Conan : Lettre de défi pour Shinichi Kudô : Heiji Hattori (NTV - ep 9)
- 2012 : Détective Conan Drama spécial : Shinichi Kudo et l'Affaire du meurtre du Shinsengumi de Kyoto : Heiji Hattori (NTV)
- 2012 : Umechan Sensei (en) : Nobuo Yasuoka (NHK)
- 2012 : Meitantei conan SP 4 : Heiji Hattori (YTV)
- 2012 : One no Kanata ni ~Chichi to Musuko no Nikkouki Tsuiraku Jikou (WOWOW)
- 2013 : Reverse~ Keishichō sōsaikka Team Z : Tōru Egami (NTV)
- 2013 : TAKE FIVE : Haruto Niimi (TBS4)

## Distinctions

### Récompenses
- Meilleur Casting du Prix d'interprétation masculine - 22e Annual Japan Film Critics Circle Awards.
- Rookie de l'année 2013 (36e) Japan Academy Prize - 8 mars 2013
- 2018 : prix du meilleur acteur dans un second rôle pour Birds Without Names au festival du film de Yokohama
- 2018 : Nikkan Sports Film Award du meilleur acteur pour Shōnen[2]
- 2019 : prix Kinema Junpō du meilleur acteur dans un second rôle pour The Blood of Wolves[3]